# الغيتة
قرية الغيتة هي إحدى القرى التابعة لمركز أبو المطامير في محافظة البحيرة في جمهورية مصر العربية. حسب إحصاءات سنة 2006، بلغ إجمالي السكان في الغيتة 22592 نسمة، منهم 11093 رجل و11499 امرأة.